# Goldenwings
Goldenwings es el primer álbum de Opa, aunque fue el segundo en ser grabado, luego de la maqueta Back Home, editada en 1996. Es el primero de los dos álbumes producidos por Airto Moreira para el sello Milestone Records.

## Historia
El trío conformado por Ringo Thielmann, Hugo y Osvaldo Fattoruso tocaba en un restorán de Manhattan desde 1970. Allí fueron descubiertos por Airto Moreira. Los tres músicos de Opa acompañaron a Airto de gira y en la grabación de su disco Fingers de 1973, que, con siete canciones, incluye cuatro composiciones de Hugo Fattoruso y una versión del tema "Dedos" de Ruben Rada. En 1974 Hugo Fattoruso también participó en el álbum In Concert de Airto y Deodato. Finalmente los músicos de Opa consiguieron un contrato discográfico y grabaron Goldenwings en 1976, disco que obtuvo buenas críticas aunque baja difusión por parte de la discográfica. En el mismo participaron Airto, Hermeto Pascoal y David Amaro.
Los temas “Goldenwings”, “African Bird” y “Corre niña” habían sido incluidos en la maqueta Back Home y fueron regrabados. El disco contiene dos temas de Rada: “Muy lejos te vas” de la época de El Kinto y “African Bird” del álbum con el Conjunto S.O.S.. Se trata de canciones y discos que representan la gestación de un sonido montevideano que los Fattoruso venían persiguiendo, como respuesta a su experiencia en Los Shakers, de la que eran muy críticos por haber copiado un estilo de otro país con fines comerciales. (Aunque ellos mismos habían sido parte de la etapa fundacional del candombe beat, por ejemplo con el tema “Candombe” del disco La conferencia secreta del Toto's bar.)
El álbum pertenece a la corriente de jazz fusión y jazz rock (más precisamente en su veta latina) desarrollada en Estados Unidos y, a la vez, se trata de un disco con amplio reconocimiento para la evolución de la música rioplatense. En ambos planos forma un par con el siguiente disco de Opa Magic Time.
De acuerdo a Nelson Caula, en 1980 el tema “African Bird” fue un hit en los clubes de jazz de Londres.

## Lista de temas
| Lado A |                                        |                                    |          |  |
| N.º    | Título                                 | Escritor(es)                       | Duración |  |
| 1.     | «Goldenwings»                          | Hugo Fattoruso - Osvaldo Fattoruso | 4:15     |  |
| 2.     | «Paper Butterflies (Muy lejos te vas)» | Rubén Rada                         | 7:09     |  |
| 3.     | «Totem»                                | Hugo Fattoruso - Osvaldo Fattoruso | 4:39     |  |
| 4.     | «African Bird»                         | Rubén Rada                         | 5:41     |  |

| Lado B |                                                   |                                    |          |  |
| N.º    | Título                                            | Escritor(es)                       | Duración |  |
| 1.     | «Corre niña»                                      | Hugo Fattoruso - Osvaldo Fattoruso | 5:42     |  |
| 2.     | «Pieces: Tombo/La Escuela/Tombo/The Last Goodbye» | Hugo Fattoruso - Airto Moreira     | 5:15     |  |
| 3.     | «Groove»                                          | Hugo Fattoruso - Osvaldo Fattoruso | 6:23     |  |

## Ficha técnica
- Hugo Fattoruso: teclados, voces.
- George Fattoruso: batería, percusión y voces.
- Ringo Thielmann:  bajo y voces.
- David Amaro: guitarra (colaboración.)
- Airto Moreira: congas, percusión (colaboración) y producción.
- Hermeto Pascoal: flauta, y percusión en "Goldenwings" y "Totem" (colaboración.)

## Reediciones
- En Argentina en 1996 en CD, sello BMG Argentina.
- En Estados Unidos en 1997 en CD junto al álbum Magic Time con el título Golden Wings/Magic Time, sello Milestone Records.
- En España y Japón en 2003 en CD, el disco completo dentro del compilado The Candombe Jazz 'n' Funk Vibe 1975 - 1977, sello Nuevos Medios.
- En Europa en 2011 en CD, sello BGP Records.